# 4981 Sinyavskaya
4981 Sinyavskaya (1974 VS) là một tiểu hành tinh vành đai chính được phát hiện ngày 12 tháng 11 năm 1974 bởi L. I. Chernykh ở Nauchnyj.